# Élection présidentielle iranienne d'octobre 1981
L'élection présidentielle iranienne d'octobre 1981 a eu lieu le 2 octobre 1981, un peu de plus de un mois après l'assassinat du président précédent Mohammad Ali Radjaï.
Celle-ci à conduit à la victoire incontestée de Ali Khamenei.

## Contexte
Une première élection présidentielle avait eu lieu en juillet 1981, faisant suite à la destitution de Abolhassan Bani Sadr, le premier ministre, Mohammad Ali Radjaï, avait été élu avec 88% des suffrages.
Ce dernier a été investit par le guide suprême Khomeini, le 3 août puis avait preté serment devant le Parlement, le 15 août.
Cependant, le 30 aout, durant une réunion entre le nouveau président et son premier ministre, Mohammad Javad Bahonar, un attentat à la bombe eu lieu, les tuant immédiatement; ce qui contraignit le pouvoir à organiser de nouvelles élections.

## Campagne
Comme lors des élections présidentielles précédentes, seuls 4 candidats ont été autorisés à se présenter (tous membres du Parti de la république islamique).
Cependant la victoire était assurée pour Ali Khamenei, en effet, les trois autres candidats ont publiquement déclaré voter pour Khamenei durant le scrutin.

## Résultats
| Élection présidentielle iranienne d'octobre 1981 | Élection présidentielle iranienne d'octobre 1981 | Élection présidentielle iranienne d'octobre 1981 | Élection présidentielle iranienne d'octobre 1981 | Élection présidentielle iranienne d'octobre 1981 | Élection présidentielle iranienne d'octobre 1981 | Élection présidentielle iranienne d'octobre 1981 | Élection présidentielle iranienne d'octobre 1981 |
| Parti                                            | Parti                                            | Candidats                                        | Nohen et al                                      | Nohen et al                                      | ISSDP                                            | ISSDP                                            |                                                  |
| Parti                                            | Parti                                            | Candidats                                        | Votes                                            | %                                                | Votes                                            | %                                                |                                                  |
| ------------------------------------------------ | ------------------------------------------------ | ------------------------------------------------ | ------------------------------------------------ | ------------------------------------------------ | ------------------------------------------------ | ------------------------------------------------ | ------------------------------------------------ |
|                                                  | Parti de la république islamique                 | Ali Khamenei                                     | 16,007,072                                       | 95.01                                            | 16,008,579                                       | 95.05                                            |                                                  |
|                                                  | Parti de la république islamique                 | Ali Akbar Parvaresh                              | 341,841                                          | 2.03                                             | 341,874                                          | 2.02                                             |                                                  |
|                                                  | Parti de la république islamique                 | Hassan Ghafourifard                              | 75,658                                           | 0.45                                             | 80,545                                           | 0.48                                             |                                                  |
|                                                  | Parti de la république islamique                 | Reza Zavare'i                                    | 62,156                                           | 0.37                                             | 59,058                                           | 0.35                                             |                                                  |
| Blancs ou nuls                                   | Blancs ou nuls                                   | Blancs ou nuls                                   | 360,269                                          | 2.14                                             | 357,661                                          | 2.12                                             |                                                  |
| Total                                            | Total                                            | Total                                            | 16,846,996                                       | 100                                              | 16,847,717                                       | 100                                              |                                                  |